# Désiré Barodet
Pour les articles homonymes, voir Barodet.
Claude-Désiré Barodet est un homme politique français, né le 27 juillet 1823 à Sermesse et mort le 18 avril 1906 à Vincelles. Il personnifia l'anticléricalisme.

## Biographie

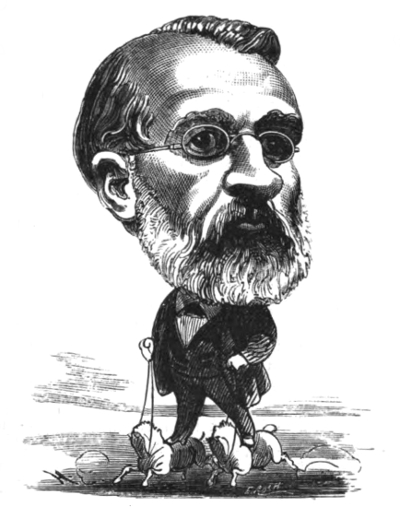
Portrait satirique par Georges Lafosse, 1873.

Fils d’instituteur, Barodet effectue ses études au petit séminaire d’Autun, puis à l’École normale de Mâcon en 1842 et est nommé à Frébuans dans le Jura. Rapidement, il crée les premières cartes de géographie en relief, les premiers « cartons mobiles » pour l’acquisition de l’orthographe. Il est temporairement précepteur, gérant d’une usine chimique à Vernaison, agent d’assurances.
En 1848, il est favorable aux idées nouvelles portées par la Révolution de février. Néanmoins, l’année suivante, il est convoqué par le ministre Falloux pour propagande républicaine, et révoqué. Il devient alors instituteur libre à Cuisery. Après le coup d'État du 2 décembre 1851, il rejoint Lyon où il milite aux côtés des républicains. Il y devient commerçant et rejoint la franc-maçonnerie. Il fréquente également un club républicain, le cercle de la Ruche où il rencontre Jacques-Louis Hénon.
Le 4 septembre 1870, il fait partie du comité de Salut public lyonnais et est élu conseiller municipal de Lyon, puis nommé adjoint au maire par Hénon. À ce poste, il participe à la répression de la Commune de Lyon menée par Bakounine en décembre 1870, puis des mouvements communalistes qui naissent en soutien à la Commune de Paris. Il est à la tête de la délégation envoyée à Paris pour rencontrer Thiers et tenter de concilier la Commune de Paris et le gouvernement versaillais. 
Le 23 avril 1872, à la mort de Hénon, il est élu maire de Lyon. Néanmoins son mandat est de courte durée. Le gouvernement thiériste supprime l’élection du maire par le conseil municipal et renvoie Barodet en avril 1873, en même temps que la mairie centrale de Lyon est supprimée.
Le renvoi de Barodet scandalise les républicains avancés et la législative partielle du 27 avril 1873, consécutive à la mort de François Clément Sauvage, à laquelle il est candidat prend la tournure d’un enjeu national. Il mène campagne contre le candidat du gouvernement, Charles de Rémusat, et devient, le 27 avril 1873, député de la Seine, où il est réélu six fois. Sa première élection a été très suivie car Adolphe Thiers avait engagé dans ce scrutin une forte valeur symbolique, l’amenant à démissionner ensuite au cours de la soirée du samedi, ce qui entraîne une forte activité à la Bourse de Paris, durant la journée de dimanche, sur le trottoir devant le palais Brongniart.
Ses discours enflamment l’Assemblée. En 1877, il est l’auteur de la première proposition de loi sur l’instruction primaire gratuite, obligatoire et laïque, reprise par Jules Ferry en 1882. Cette même année 1877 il est l'un des signataires du manifeste des 363. Le 11 novembre 1881, il propose le principe de la publication des programmes et engagements électoraux des députés afin que chaque citoyen puisse vérifier si les engagements sont tenus ; cet ouvrage, nommé « le barodet », est toujours d’actualité à l’Assemblée nationale. En 1896, il quitte la Chambre des députés pour le Sénat, où il reste jusqu’en 1900.

## Hommages
- Une rue du 4e arrondissement de Lyon a reçu son nom.
- Il est à l’origine et a laissé son nom au recueil des professions de foi des députés conservé à l’Assemblée nationale.

## Inhumation
Ses obsèques se déroulent à Vincelles puis son inhumation a lieu au cimetière de la Croix-Rousse, à Lyon, en présence d’Édouard Herriot. En 1908, à Paris, une partie de la rue d’Enfer prend son nom.[réf. souhaitée] En 1910, à Lyon, un monument est érigé sur sa tombe. En 1931, deux plaques sont déposées dans le Jura, l’une à Frébuans à l’école (son premier poste d’instituteur) rue Désiré-Barodet, l’autre à Vincelles à l’entrée de la mairie. Une plaque est posée à Cuisery sur la maison où il créa son école d’instituteur libre.

## Sources
- Jacques Broyer, Désiré Barodet, ouvrier de la République (1823-1906), Éditions L'Harmattan, 2019.
- B. Benoit, P. Beghain (dir.), Dictionnaire historique de Lyon, éditions Stéphane Bachès, Lyon, 2009
- Alain Dessertenne, « Désiré Barodet (1823-1906) », Images de Saône-et-Loire, no 118,‎ juillet 1999, p. 2-3.
- « Désiré Barodet », dans Adolphe Robert et Gaston Cougny, Dictionnaire des parlementaires français, Edgar Bourloton, 1889-1891 [détail de l’édition]
- « Désiré Barodet », dans le Dictionnaire des parlementaires français (1889-1940), sous la direction de Jean Jolly, PUF, 1960 [détail de l’édition]
- Jean-Louis Debré, Les Oubliés de la République, Paris, Fayard, 2008, 317 p. (ISBN 978-2-213-63709-9, lire en ligne).
- Voir aussi le plus complet, en ce qui le concerne, site de son village natal de Sermesse.
- Alfred Colling, La Prodigieuse Histoire de la Bourse, 1949. .
- Le candidat Barodet : Sa vie, ses actes politiques et administratifs, par un Lyonnais, Paris : chez tous les libraires, 1872, 71 pp. — (Lire en ligne)